# IC 4864
IC 4864 је спирална галаксија у сазвјежђу Октант која се налази на листи објеката дубоког неба у Индекс каталогу.
Деклинација објекта је - 77° 33' 26" а ректасцензија 19h 40m 6,0s. Привидна величина (магнитуда) објекта IC 4864 износи 14,0 а фотографска магнитуда 14,9. Налази се на удаљености од 125,984 милиона парсека од Сунца. IC 4864 је још познат и под ознакама ESO 25-13, AM 1932-774, PGC 63494.